# William Orpen
William Newenham Montague Orpen (Stillorgan, 1878 - Londres, 1931) fue un pintor irlandés de retratos.
Nació el 27 de noviembre de 1878 en Stillorgan en el Condado de Dublín, realizó estudios en la Metropolitan Schooly en la Slade School de Londres.
En 1901 se casó con Grace Newstub con la que tuvo tres hijas, pero al no ser feliz en su matrimonio las abandonó y se fue a vivir con Madame Saint-George que fue modelo suya.
Durante la Primera Guerra Mundial fue nombrado pintor oficial de guerra junto a John Lavery, en 1917 trabajó en el frente occidental haciendo dibujos y pinturas de soldados y prisioneros de guerra alemanes, así como los retratos oficiales de los generales y los políticos. La mayoría de estas obras se encuentran en colecciones en el Museo imperial de la guerra en Londres.
Aunque su estudio se encontraba en Londres participó en los ambientes pictóricos irlandeses siendo amigo de Hugh Lane y estando influenciado por pintores irlandeses como Sean Keating.
Participó en el Renacimiento céltico y realizó varios escritos:
- The Outline of Art.
- An Onlooker in France (1917-1919). Williams & Norgate, Londres 1924.
- Stories of Old Ireland and Myself. Williams & Norgate, Londres 1924.

Murió con 53 años en Londres y fue enterrado en el cementerio de Putney Vale. Una tableta de piedra le recuerda en el parque de la Isla de la paz irlandesa en la ciudad de Mesen en Bélgica.

## Algunas de sus obras

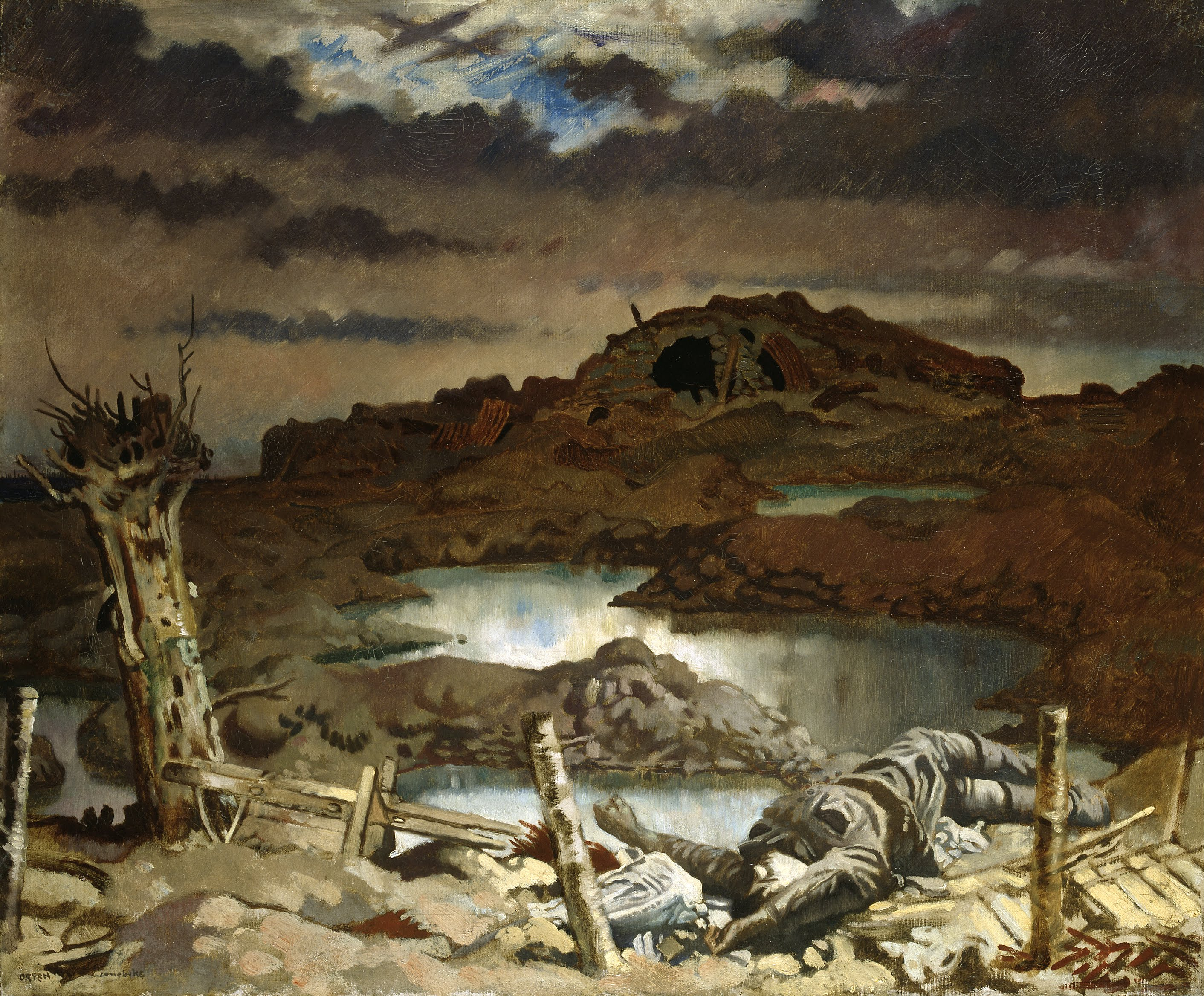
Zonnebeke, 1918, Tate Gallery.
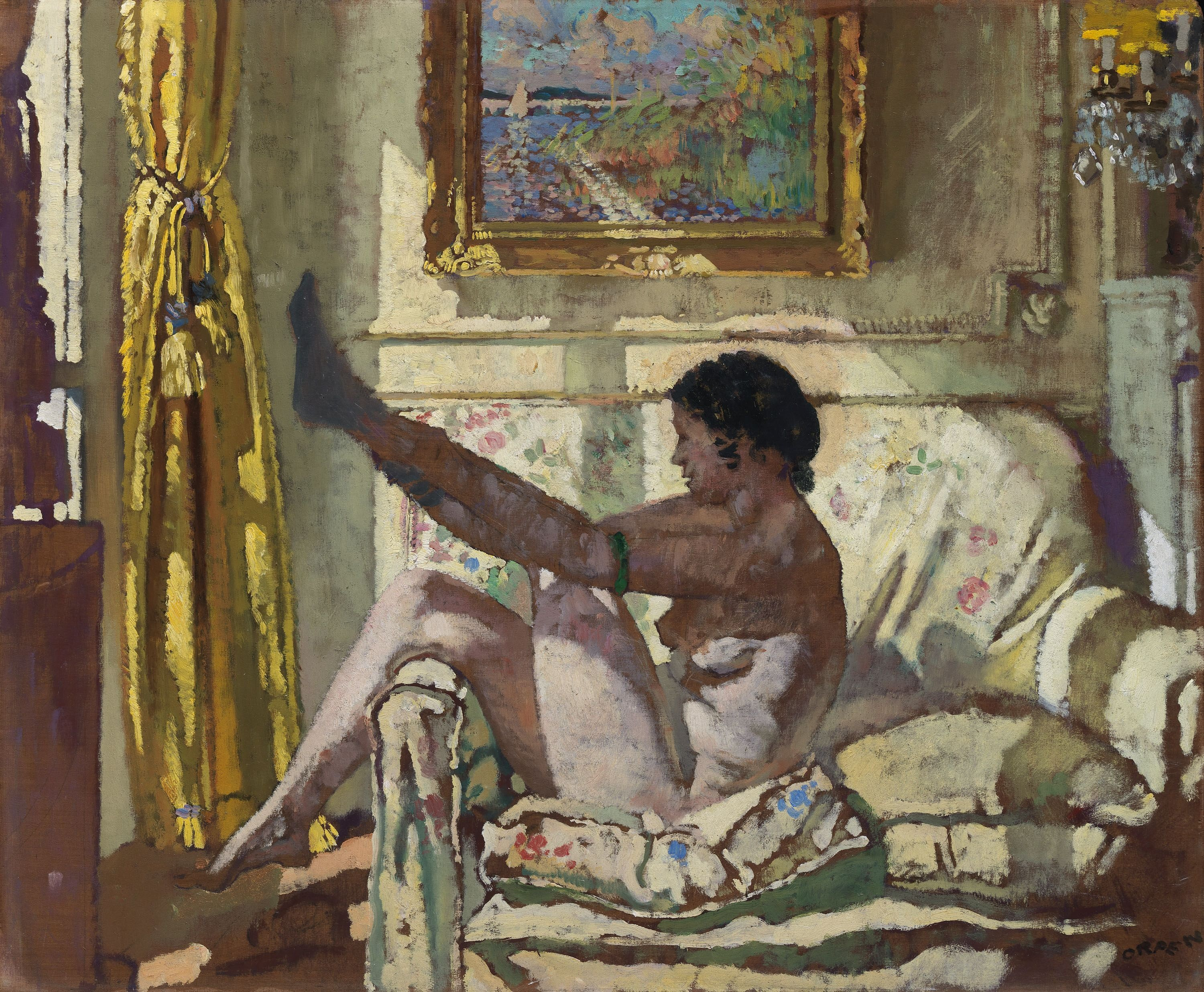
Luz del sol, National Gallery of Ireland.
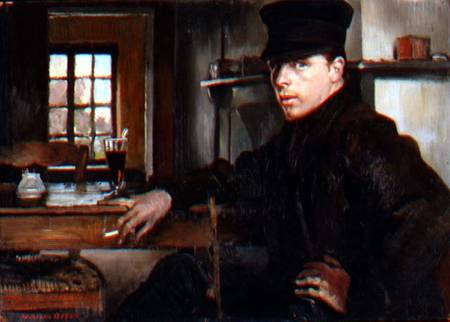
Un curaçao, 1900, Art Gallery de Johannesburgo.
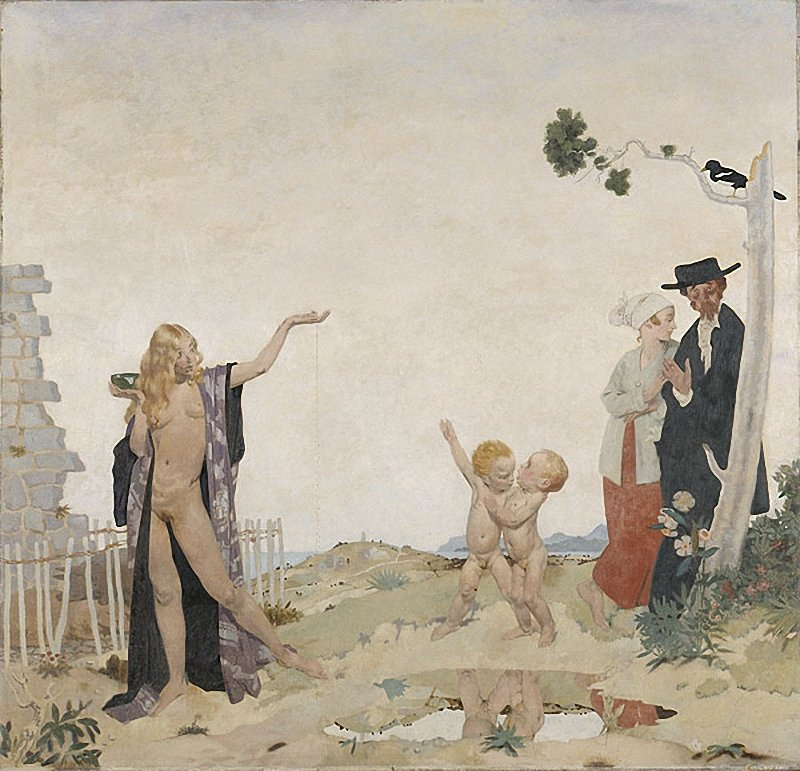
Sembrando nuevas semillas, 1913, Centro de artes de Mildura.

Entre sus autorretratos se encuentran:

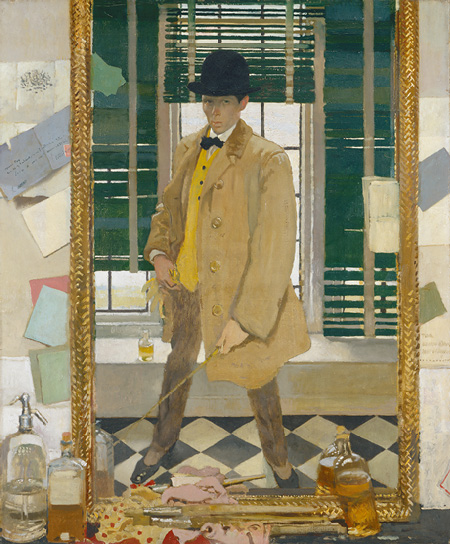
Autorretrato, 1910, Metropolitan Museum of Art.
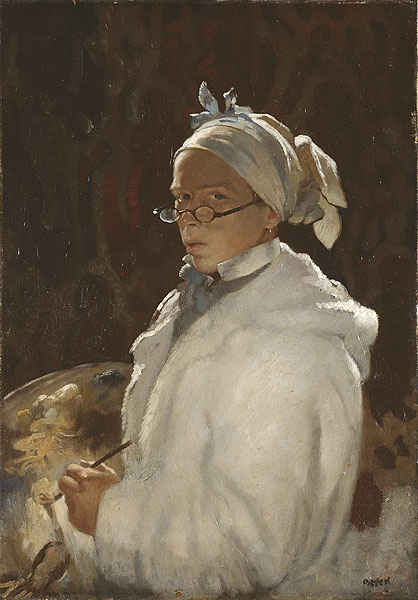
Autorretrato con gafas.
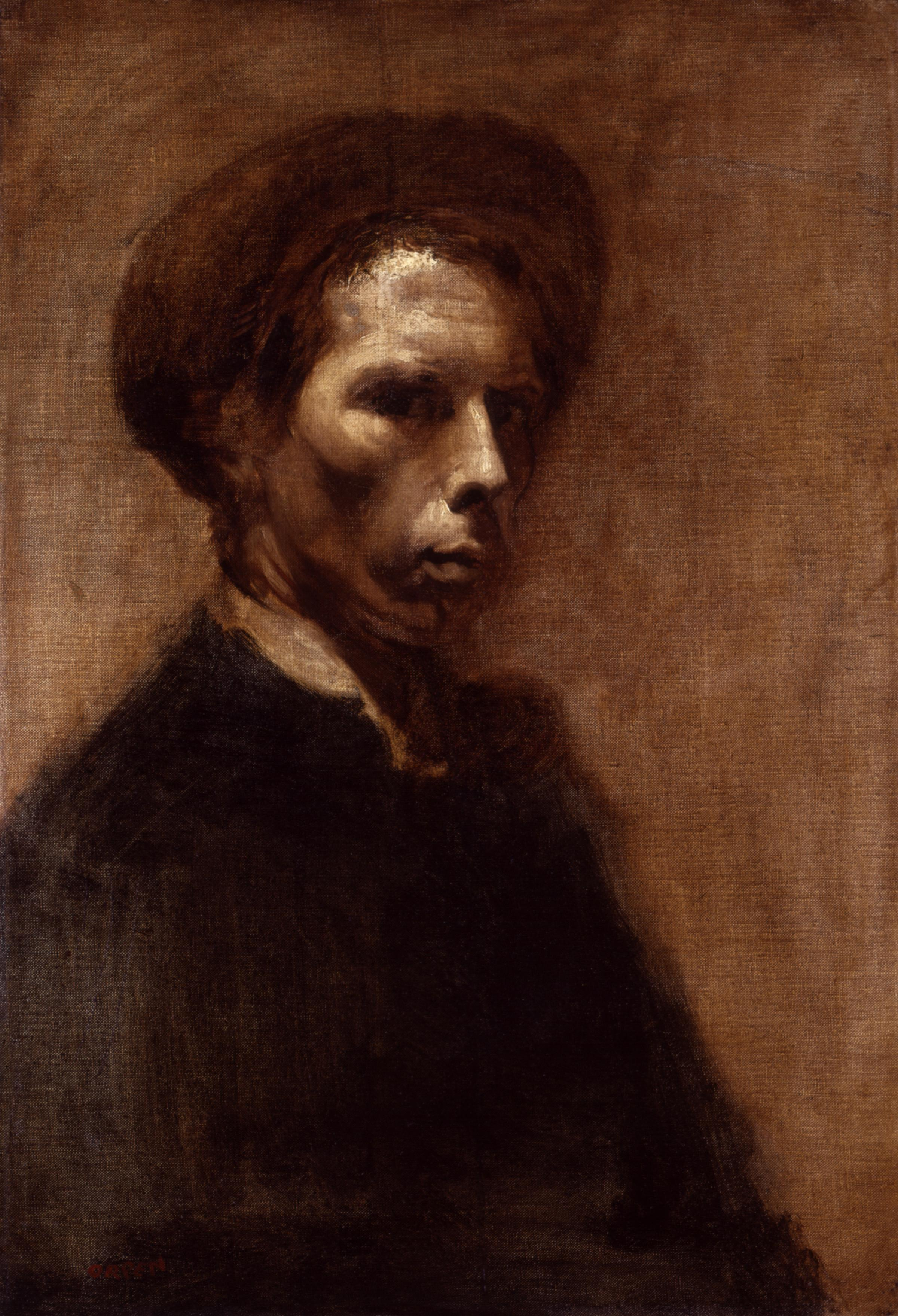
Autorretrato, National Portrait Gallery.
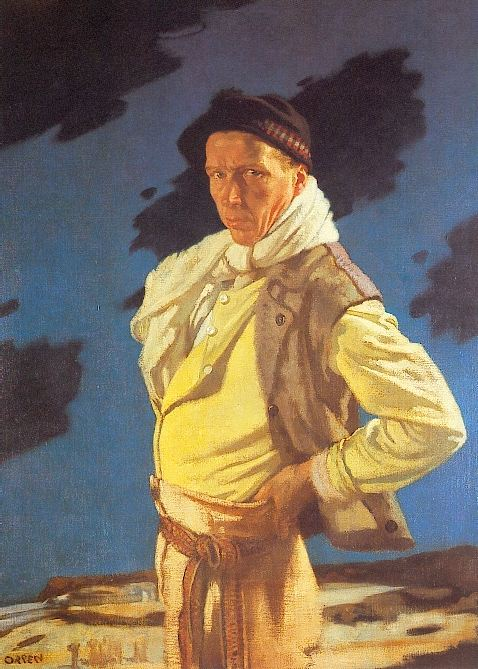
El hombre de Arán, 1909.